# Spikutdragare

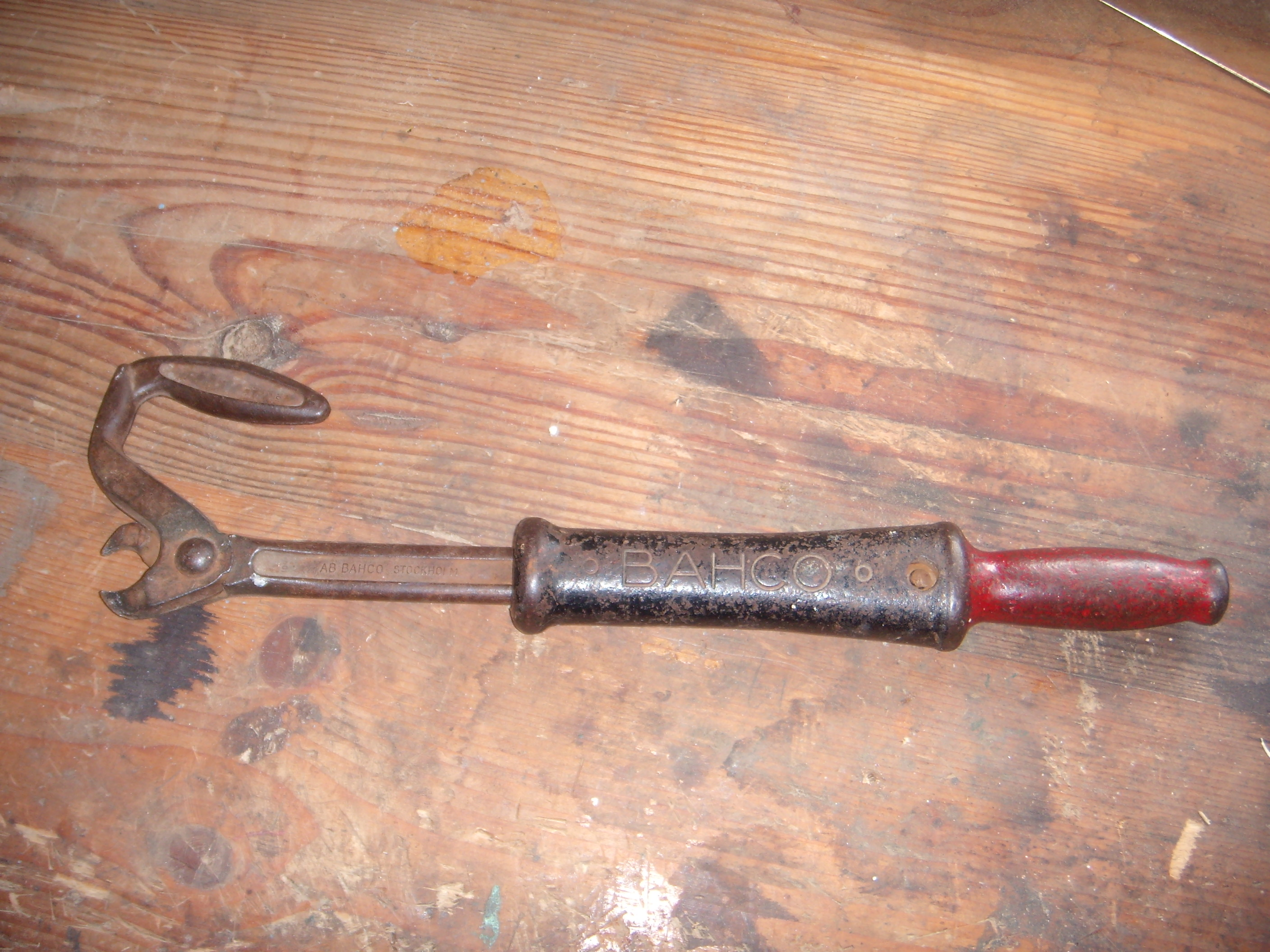
Spikutdragare med glidhammare

Spikutdragare är ett verktyg för att dra ut spik med. Spikutdragaren finns med och utan glidhammare, glidhammaren underlättar när man ska slå ned spikutdragarens käftar över spikens huvud vid spikutdragning. Spikutdragare underlättar arbetet vid renovering av träkonstruktioner vid demontering av till exempel trägolv från bjälklag när golvtiljorna ska återmonteras.